# James W. Ford
James William (Jim) Ford (Pratt City, 22 december 1893 – 21 juni 1957) was een Amerikaans activist, politicus en auteur. Voor de Communist Party USA was Ford kandidaat-vicepresident in 1932, 1936 en 1940. Hij was de eerste Afro-Amerikaan die deelnam aan een presidentsverkiezing sinds Frederick Douglass in 1872.
- CiNii: DA09348950
- International Standard Name Identifier: 0000 0000 8249 2256
- Library of Congress Control Number: n87804786
- Nederlandse Thesaurus van Auteursnamen: 149146116
- SNAC: w65b03qg
- Virtual International Authority File: 63062560
- WorldCat: E39PBJwttbj8Bpv77kXxWFgR8C